# Epirixanthes pallida
Epirixanthes pallida là một loài thực vật có hoa trong họ Polygalaceae. Loài này được T.Wendt mô tả khoa học đầu tiên năm 1988.